# Pierre-Joseph Verhagen
Pierre-Joseph Verhagen (ou Pieter-Jozef Verhaghen), né le 19 mars 1728 à Aarschot et mort le 3 avril 1811 à Louvain, est un peintre flamand connu pour ses peintures religieuses et portraits de groupe exécutés en style baroque dans la tradition de Pierre Paul Rubens.

## Biographie
Fils de médecin, Pierre-Joseph Verhagen rencontre en 1741 le peintre itinérant Jan-Baptist van den Kerckhoven qui convainc ses parents de lui donner des leçons de peinture. Il entre ensuite à l'Académie royale des beaux-arts d'Anvers puis dans l'atelier de Balthazar Beschey où il étudie le style de Rubens et de l'école d'Anvers.
En 1749, il se rend à Louvain pour décorer la maison d'un riche brasseur et y fait la rencontre de sa future épouse. Il se marie en 1753 et s'installe à Louvain où il ouvre son propre atelier.
En 1770, il est peintre à la cour du Prince Charles-Alexandre de Lorraine, gouverneur général des Pays-Bas autrichiens. Le Prince ayant offert une de ses peintures à l'impératrice Marie-Thérèse d'Autriche, elle gratifie le peintre d'un voyage en Italie pour y étudier les Vieux Maîtres.
Accompagné de son fils, il passe par Paris, visite l'Italie pendant deux ans puis revient par Vienne.
À son retour, en 1773, il est nommé peintre officiel de la cour par l'impératrice Marie-Thérèse.

## Œuvre
Peintre prolifique, très renommé dans le Brabant à son époque, Pierre-Joseph Verhagen est le dernier représentant de l'école flamande. Il a beaucoup traité des sujets religieux et la fermeture des monastères et autres institutions religieuses, ses principaux clients, a assombri la fin de sa carrière.
- La Présentation au temple, 1767, huile sur toile, 330 × 403 cm, Musée des beaux-arts de Gand[2]
- Loth et ses fils, 1770, huile sur toile, 135 x 169 cm, Musée des Beaux-arts de Valenciennes[3]
- La continence de Scipion, 1781, huile sur toile, 200 x 245 cm, Musée des Beaux-arts de Valenciennes[4]
- La continence de Scipion, XIXe siècle, huile sur toile, 243 x 222 cm, Palais des Beaux-arts de Lille (MNR) [5]